# Friedl Benedikt

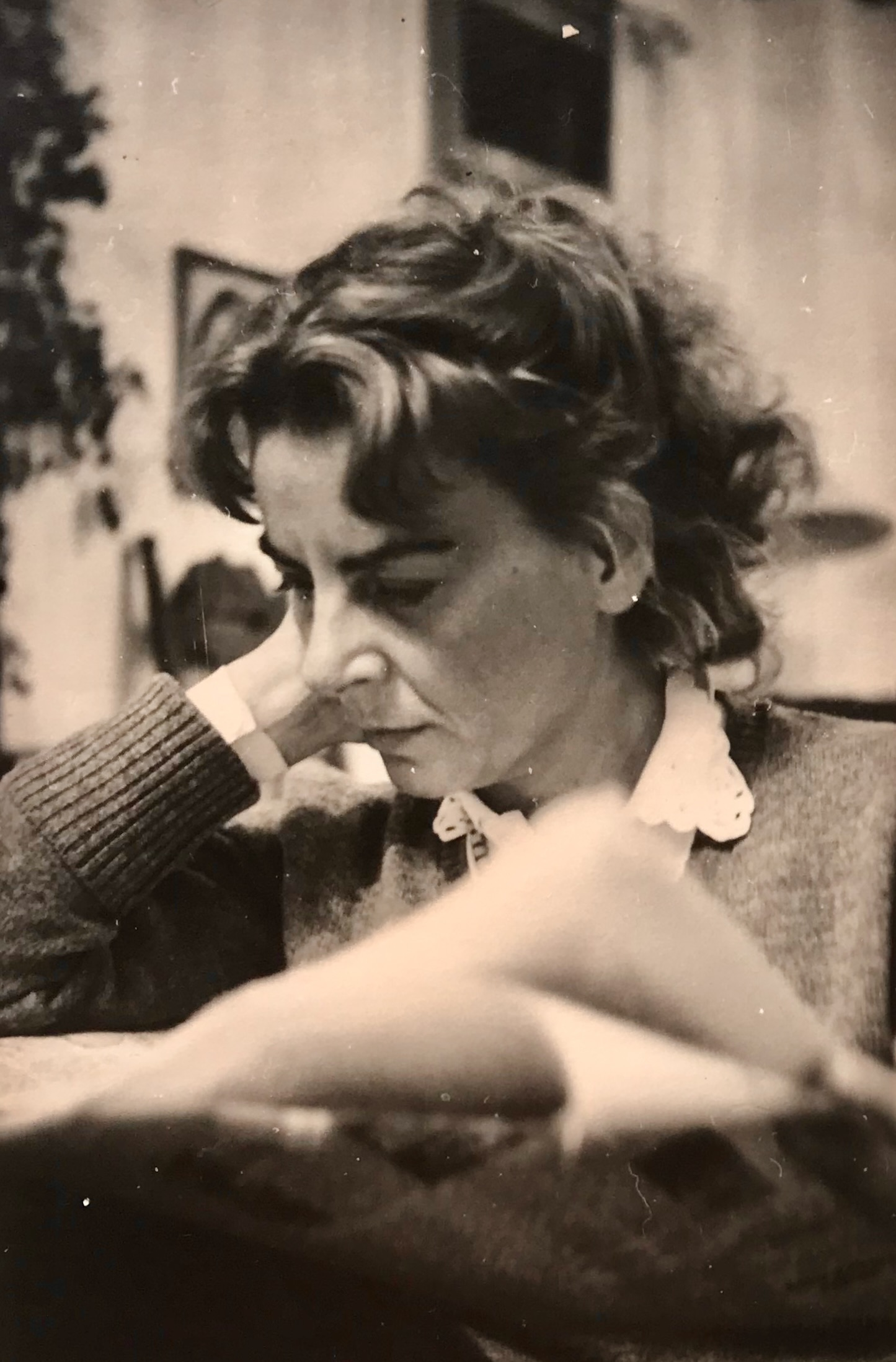
Friedl Benedikt, 1951

Friedl Benedikt, geborene Frieda (3. November 1916 in Wien – 3. April 1953 in Neuilly bei Paris), verheiratete Widholm, war eine österreichische Schriftstellerin, die in englischer Sprache unter dem  Pseudonym Anna Sebastian publizierte. Ihre auf Deutsch und Englisch geschriebenen Tagebücher wurden 2025 erstmals publiziert.

## Leben und Wirken
Frieda Benedikt entstammte einer österreichisch-jüdischen Journalistenfamilie und war die zweite von vier Töchtern von Ernst Benedikt (1882–1973) und Irma von Rosen. Als Tochter des Herausgebers und Chefredakteurs der Neuen Freien Presse wuchs sie in einem intellektuellen Milieu auf, das ihr früh Zugang zu Literatur und Kunst eröffnete.
Nach dem „Anschluss“ Österreichs 1938 wurde Benedikt ins Exil getrieben. Sie lebte von 1942 bis 1946 in England, ging dann nach Schweden, wo ihre Eltern und ihre Schwester seit 1938 im Exil waren. Für die Aufenthaltserlaubnis in Schweden ging sie eine Ehe mit Arne Widholm aus Vaxjö ein, die Ehe wurde 1952 geschieden. Während ihrer Londoner Jahre fand sie Zuflucht bei ihrer Tante Hedwig („Heddie“) Benedikt, die mit dem renommierten Ägyptologen Sir Alan Gardiner verheiratet war; deren gesellschaftliche Verbindungen öffneten der jungen Autorin die Türen zu einem Kreis von Künstlern, Historikern und Verlegern in Hampstead.
Sie erkrankte schwer und wurde deshalb nach Frankreich (wo ihre Schwester Susanne lebte) in ein Krankenhaus nach Neuilly gebracht,  wo sie an Lymphdrüsenkrebs starb. Dies, nachdem bei ihr Morbus Hodgkin diagnostiziert worden war. Die Tage im Krankenhaus erlebte sie als quälend. Die Beziehung zu  Elias Canetti war aufgrund von Meinungsverschiedenheiten zu dieser Zeit schon beendet.
Benedikt hatte den Literaturnobelpreisträger in Wien mit 21 Jahren kennen gelernt. Sie war fasziniert von seiner Persönlichkeit. Da sie in Wien schräg gegenüber voneinander wohnten, ergab sich sehr schnell eine Bekanntschaft, woran Benedikt viel lag. Canettis Roman Die Blendung schätzte sie sehr hoch. Danach ist eine professionelle wie auch sehr enge persönliche, langjährige Beziehung entstanden, die erst kurz vor Benedikts Tod endet. Canetti selbst schildert Aspekte der Entstehung und Fortsetzung dieser Beziehung in Das Augenspiel und Party im Blitz. Die Canetti-Biografie von Sven Hanuschek bietet wohl eine vollständigere wie auch balanciertere Darstellung dieses komplizierten Verhältnisses, ebenso wie der von Ernst Strouhal veröffentlichte Briefwechsel zwischen Benedikt und Canetti. Benedikt hat sich selbst als seine „Schülerin“ betrachtet, und zwei ihrer bei Jonathan Cape veröffentlichten Romane sind Canetti gewidmet, den sie sehr verehrte. Die Herausgeber:innen des Nachlasses betonen, dass viele der frühesten Skizzen von Canetti als „Fingerübungen“ angeregt wurden. Benedikt verehrte Die Blendung und nannte Canetti ihren „Lehrer“, zugleich reflektierte sie in Paris 1948 ihre Bindungsscheu: „Warum ist es so, dass ich wegwerfe, was ich habe, und es dann ewig suche?“ Ihr Schaffen wurde von englischen Kritikern überwiegend positiv aufgenommen.

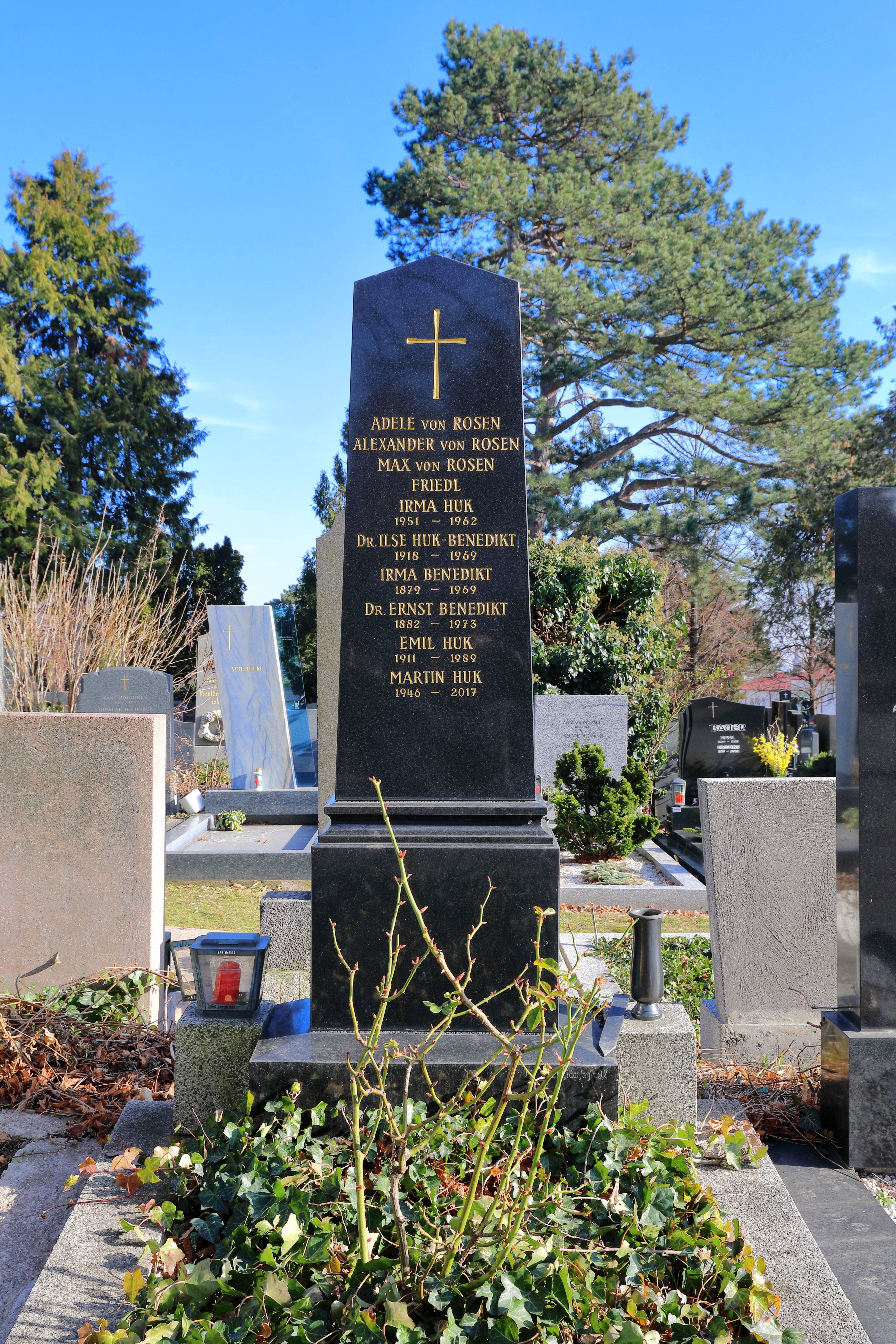
Grabstätte auf dem Grinzinger Friedhof

In London, wo die Autorin ab 1942 im Stadtviertel Hampstead lebte, prägten Luftalarme und Bombenangriffe das Leben. Man traf sich in Kneipen und versuchte das Leben im Kreis von Bohemiens weitergehen zu lassen. 1944 erschienen unter Pseudonym Benedikts Romane Let They Moon Arise und The Monster. Benedikt verarbeitete den Kriegsalltag detailreich; ihre Tagebücher schildern etwa eine nächtliche Busfahrt durch das erstmals wieder erleuchtete London oder eine Szene in einem Pub, in dem zwei Taubstumme ein „Gespräch“ mit dramatischer Mimik führten. Ihre Texte sind pneumatisch, und die bei Canetti in seinen autobiografischen Texten fehlende Sinnlichkeit ist bei Friedl Benedikt immer spürbar. Sie sucht in ihren Romanen in menschlichen Beziehungen jenen Kern, der über das Ursprüngliche hinausweist. Ihre in Hampshire – wo sie im Landhaus ihrer Tante Heddie lebt – zwischen 1938 und 1942 entstandenen ersten Aufzeichnungen, sind Miniaturen, in denen der Witz ein Verfeinerungsinstrument der Psychologie ist. Später pendelt sie zwischen London und Stockholm. Depressive Schübe lassen sich in ihren späteren Aufzeichnungen erkennen, sie beginnt in der Idee zu leben, jung sterben zu müssen. Das sollte sich schließlich bewahrheiten. Ein späterer Tagebucheintrag beschreibt eine Rückkehr nach Wien, bei der ihr der vertraute Dialekt „eigentümlich fremd“ vorkommt – ein Hinweis auf ihre dauerhafte Entwurzelung.
Sie wurde am Grinzinger Friedhof bestattet.
Ihre Schwester Susanne, verheiratete Ovadia, verfasste das Nachwort zur deutschen Ausgabe von Das Monster 2004. Die Ausgabe Warte im Schnee vor Deiner Tür wurde von der Kritik als „wichtiger Beitrag zur österreichischen Exilliteratur“ gewürdigt; die taz hob insbesondere Benedikts „Blick für die Wildheit des Alltags“ hervor.

## Werke

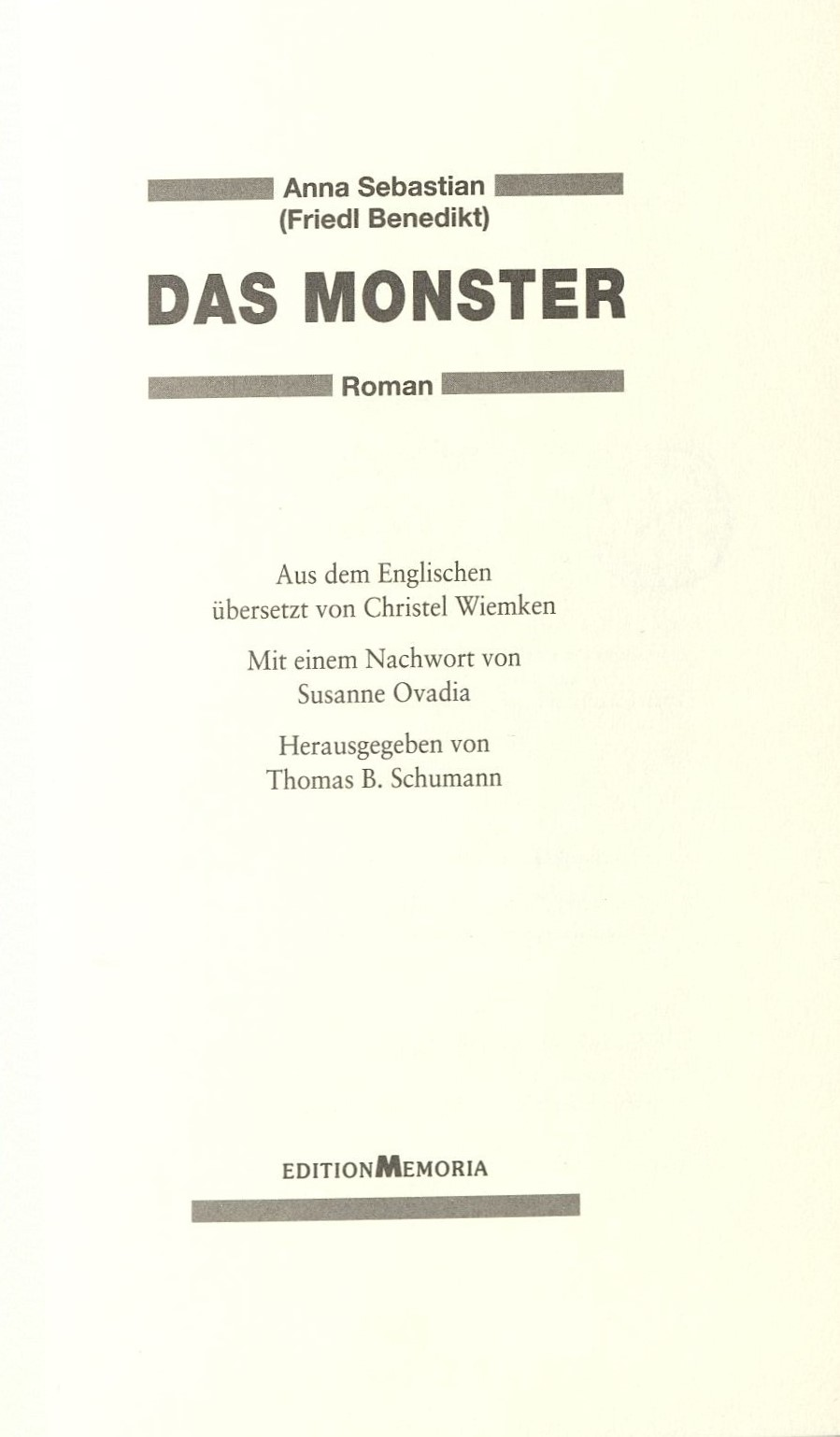
Übersetzung Das Monster (2004)

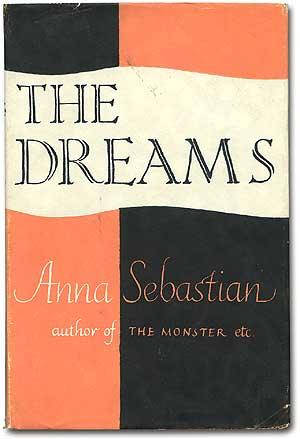
The Dreams (1950)

### Deutsch
- Friedl Benedikt: Warte im Schnee vor Deiner Tür. Tagebücher. Herausgegeben von Fanny Esterházy und Ernst Strouhal. Wien: Paul Zsolnay Verlag, 2025, ISBN 978-3-552-07529-0
- Anna Sebastian (Friedl Benedikt): Das Monster. Roman. Übersetzung Christel Wiemken. Nachwort Susanne Ovadia. Herausgeber Thomas B. Schumann. Hürth: Ed. Memoria, 2004, ISBN 3-930353-21-0.

### Originalausgaben
- Anna Sebastian: The Dreams. Roman. London: Jonathan Cape, 1950
- Anna Sebastian: People from My Journal. In: The Windmill Vol 1, No 3, Heinemann, London, 1946
- Anna Sebastian: The Monster. Roman. London: Jonathan Cape, 1944
- Anna Sebastian: Let Thy Moon Arise. Roman. Übersetzung ins Englische Frieda Benedikt. London: Jonathan Cape, 1944

### Übersetzungen in Drittsprachen
- Anna Sebastian: Le Monstre. Übersetzung ins Französische. Calmann-Levy, Paris 1946
- Anna Sebastian: Monstret. Übersetzung ins Schwedische. Albert Bonniers, Stockholm 1951